# Витски блата
Витските блата (Витската елия) са блата, разположени покрай река Вит. Трите най-големи от тях са Подемското блато с площ 0,23 км², Биволарското блато с площ 0,185 км² и Дългото Гулянско блато с площ 0,18 км². Други големи блата са Комаревското (Голямо Орманско блато), Божуришкото, Кретското, Търненското, Долното Гулянско, Горното Биволарско, Горното Комаревско (превърнато в рибарник), Ясенското и Дългото Градинско блато. Витските блата са в землищата на гр. Гулянци и селата Долни Вит, Крета, Комарево, Подем, Рибен, Божурица, Победа, Биволаре, гр. Долна Митрополия и селата Опанец, Ясен, Търнене, Градина, както и южно от гр. Долни Дъбник и село Бежаново (превърнати в рибарници), в Боаза при Кичера (южно от с. Пещерна), селата Лазар Станево, Петърница, Садовец и Ъглен. Някои от блатата се използват за баластриери, а други са превърнати в рибарници. Блатото при село Подем (Подемското блато) е известно и с името Мъртвица, защото е голямо блато със застояла, „мъртва“ вода. Биволарското блато (Коридорите) е място за размножаване на много видове птици. Образувано е от разширени стари корита на река Вит. Защитената местност „Коридорите“ е с площ 275 дка. Образувана е от разширени стари корита на река Вит при изгребване на баластра. В резултат на сливането на старите корита са се получили няколко островчета, които са обрасли с естествена горска и храстова растителност. През 2008 г. официално местността е обявена за защитена. Птиците са най-голямото богатство на новата защитена територия. Тук е една от най-големите колонии на нощна, голяма бяла, сива, ръждива и малка бяла чапла. Предпочитано място е и от малкия корморан и малкия воден бик и още над 20 защитени от Закона за биологичното разнообразие птици.